# Есенсайский сельский округ
Есенсайский сельский округ — административно-территориальное образование в Акжаикском районе Западно-Казахстанской области.

## Административное устройство
1. село Есенсай
2. село Акшкол
3. село Кенсуат
4. село Тасоба